# Monodelphis touan
 (décembre 2021).
Pian rouge à queue courte
Espèce
Statut de conservation UICN

 LC  : Préoccupation mineure
Monodelphis touan, de nom commun Pian rouge à queue courte, est une espèce américaine de marsupiaux de la famille des Didelphidae.

## Description
Les mâles ont une longueur de tronc de tête de 13,8 à 17 cm, une queue de 7,9 à 9,5 cm de long et un poids de 64 à 100 g. Les femelles sont plus petites et ont une longueur de tronc de 11,9 à 15,5 cm, une queue de 6,5 à 8,5 cm de long et un poids de 40 à 66 g. La queue a une longueur d'environ 55% de la longueur du tronc.
La fourrure des animaux est grise sur le dos, rougeâtre sur les côtés du corps et de couleur crème sur le ventre, les poils du ventre ayant des bases grises, de sorte qu'une teinte légèrement grise émerge. Le poil mesure environ 8 mm de long sur le dos et environ 4 mm sur le ventre. La tête est rougeâtre sur les côtés. La gorge et le menton sont rougeâtres. Il y a une bande grise au milieu de la tête et du museau, qui n'est souvent qu'indistinctement visible, mais qui est plus large chez les spécimens au sud de l'Amazonie. Seule la partie de la queue près du corps est poilue. 
Les spécimens au nord et au sud de l'Amazonie diffèrent quelque peu par leur couleur et leur morphologie. Chez les animaux du sud de l'Amazonie, la section velue occupe 20 % de la longueur de la queue, chez ceux du nord de l'Amazonie, elle représente 30 à 50 % de la longueur de la queue. La partie glabre de la queue et des pattes est brun foncé ou grise. Les oreilles sont petites, glabres et brun foncé ou grises. 
Les femelles n'ont pas de poche.
Le caryotype est 2n = 18, FN = 30.

## Répartition
Monodelphis touan vit en Guyane, dans l’État d'Amapá (Nord-Est du Brésil), sur l'île de Marajó dans le delta de l'Amazone et au sud de la basse Amazonie entre les cours inférieurs du Rio Tocantins et du Rio Xingu et peut-être aussi au Suriname.

## Comportement
Le Pian rouge à queue courte vit dans les forêts primaires et secondaires humides. Il est diurne.
Il se nourrit principalement d'insectes, mais consomme aussi des fruits.

## Parasites
Monodelphis touan a pour parasite la tique Ixodes amarali (sv).

## Systématique
Le nom valide complet (avec auteur) de ce taxon est Monodelphis touan (G.Shaw, 1800).
L'espèce a été initialement classée dans le genre Viverra sous le protonyme Viverra touan G.Shaw, 1800.
Monodelphis touan a pour synonymes :
- Mustela touan Bechstein, 1800
- Viverra touan G.Shaw, 1800